# Albizia greveana
Albizia greveana är en ärtväxtart som först beskrevs av Henri Ernest Baillon, och fick sitt nu gällande namn av R.Baron. Albizia greveana ingår i släktet Albizia och familjen ärtväxter. Inga underarter finns listade i Catalogue of Life.